# BIEL
Pour les articles homonymes, voir Biel.
| Sigles de 2 caractères   |
| Sigles de 3 caractères   |
| ► Sigles de 4 caractères |
| Sigles de 5 caractères   |
| Sigles de 6 caractères   |
| Sigles de 7 caractères   |
| Sigles de 8 caractères   |

Le BIEL (Beirut International Exhibition & Leisure Center) est le principal espace destiné
aux congrès et autres manifestations d'envergure au Liban, et jouit d'une notoriété internationale.
Il est situé non loin du centre de Beyrouth et de l'aéroport international Rafic-Hariri. Il accueille notamment le Salon du livre de Beyrouth.